# Gaspare Mattei
Mattei Gaspare (né en 1598 à Rome, alors capitale des États pontificaux, et mort dans la même ville le 9 avril 1650 est un cardinal italien du XVIIe siècle. Il est un parent du pape Paul V et un neveu du cardinal Tiberio Cenci (1645) par sa mère.

## Biographie
Gaspare exerce plusieurs fonctions au sein de la Curie romaine, notamment comme référendaire au tribunal suprême de la Signature apostolique, gouverneur de San Severino, commissaire apostolique à Forlì, vice-légat à Urbino, gouverneur de Pérouse et commissaire général de Romagne. En 1639 il est élu archevêque titulaire d' Athènes et il est nommé nonce apostolique en Autriche. Le pape Urbain III le crée cardinal lors du consistoire du 13 juillet 1643. 
Le cardinal Gaspare participe au conclave de 1644, lors duquel Innocent X est élu, mais il doit quitter le conclave pour des raisons de santé.